# Geranomyia lacteitarsis
Geranomyia lacteitarsis är en tvåvingeart som beskrevs av Alexander 1922. Geranomyia lacteitarsis ingår i släktet Geranomyia och familjen småharkrankar.
Artens utbredningsområde är Colombia. Inga underarter finns listade i Catalogue of Life.